# Cliffs of Dover
"Cliffs of Dover" é uma canção instrumental do guitarrista estadunidense Eric Johnson. Com ela, o Eric foi indicado a 2 prêmios Grammy Awards em 1992, saindo-se vitorioso na categoria "melhor interpretação de rock instrumental". A canção foi lançada a primeira vez no disco Ah Via Musicom, de 1990, sendo o primeiro single de trabalho deste álbum. Curiosamente, porém, o guitarrista já tocava essa música em seus shows. Prova disso é que o álbum Live from Austin, TX '84, lançado em 2008, mas com uma apresentação de 1984, traz essa faixa.
Ocupa o 17º lugar na lista dos 100 melhores solos de guitarra da história compilada pela revista Guitar World. Além disso, é uma das canções dos jogos eletrônicos Guitar Hero III: Legends of Rock e Rocksmith. Em 2011, o site Village Voice, elegeu Cliffs of Dover como a canção favorita de se tocar entre todos os games da franquia Guitar Hero.

## Músicos (versão estúdio)
- Eric Johnson – guitarras
- Kyle Brock – baixo
- Tommy Taylor – bateria

## Composição e Gravações
A versão original presente no álbum Ah Via Musicom é composta na tonalidade Sol maior. A música foi tocada com uma Gibson ES-335 (bem como uma Fender Stratocaster) através de um BK Butler Tube Driver e um Echoplex conectado a um amplificador Marshall de 100 watts.
"Cliffs of Dover" começa com um solo improvisado de guitarra elétrica, usando técnicas de String skipping e palhetada híbrida. No solo de introdução, Johnson não adere a nenhuma fórmula de compasso distinta. As baterias são então adicionados conforme a música se acomoda em um compasso musical 4/4 ritmado acompanhado por um conjunto de melodias muito acessíveis que, ao longo da introdução da música, apresentam variações (oitavas, por exemplo) no refrão principal.
A coda lembra o clima de estilo livre e o tempo da introdução improvisada.
Johnson afirmou que a guitarra que ele usou na introdução antes da banda entrar em ação é uma Strat 1954 (possivelmente "Virginia"). Quando a banda chega, a guitarra é uma Gibson ES-335 stop-tail (seja uma 1963 ou 1964) até o solo. A primeira parte do solo que Johnson gravou com o ES-335 não estava boa, então ele cortou e gravou a Stratocaster com um Tube Driver dos anos 1980 em seu lugar. No meio do solo, por volta de 3:03, há uma mudança perceptível no tom quando a guitarra volta para a faixa principal original da Gibson. Ele recebeu comentários divertidos sobre isso do engenheiro Richard Mullen, dizendo "Você não pode fazer isso!" mas foi acordado que parecia que Johnson simplesmente ativou um pedal de efeito no meio do solo.
Embora ele realmente tenha composto "Cliffs of Dover", Johnson não leva todo o crédito, dizendo "Eu nem sei se posso receber o crédito por escrever 'Cliffs of Dover' ... estava lá para mim um dia. .. literalmente escrevi em cinco minutos ... uma espécie de presente de um lugar mais alto para o qual todos nós somos elegíveis. Só temos que ouvi-lo e estar disponíveis para recebê-lo."
Abaixo encontra-se a tabela de onde a música é encontrada, e em qual versão.
| Gravada em | Lançamento | Versão  | Álbum                    | Formato | Tamanho  |
| ---------- | ---------- | ------- | ------------------------ | ------- | -------- |
| 1984       | 2010       | Ao Vivo | Live from Austin, TX '84 | CD/DVD  | 4:53 min |
| 1988       | 2006       | Ao Vivo | Live from Austin, TX     | CD/DVD  | 6:13 min |
| 1990       | 1990       | Estúdio | Ah Via Musicom           | CD      | 4:10 min |
| 2006       | 2008       | Ao Vivo | Anaheim (Live)           | CD/DVD  | 9:57 min |
| 2014       | 2014       | Ao Vivo | Europe Live              | CD      | 5:39 min |

## Aparições em outros álbuns
| Ano  | Álbum/Coletânea                           | Info                                | Ref.   |
| ---- | ----------------------------------------- | ----------------------------------- | ------ |
| 1991 | Guitar's Practicing Musicians, Vol. 2     | Álbum coletânea com vários artistas | [ 10 ] |
| 1992 | Guitar Recordings - Sampler '92           | Álbum coletânea com vários artistas |        |
| 1998 | Instrumental Moods                        | Álbum coletânea com vários artistas | [ 11 ] |
| 1999 | Moods Box Set                             | Álbum coletânea com vários artistas | [ 12 ] |
| 2017 | Live From Austin, TX Rock & Blues Mixtape | Álbum coletânea com vários artistas |        |

## Paradas musicais
| Ano  | Posição | Ranking                                              |
| ---- | ------- | ---------------------------------------------------- |
| 1991 | #9      | "Radio & Records Rock Radio charts (year-end chart)" |
| 1992 | #5      | "Hot Mainstream Rock Tracks"                         |

## Na Cultura Popular
- Cliffs of Dover é uma das canções presentes no jogo eletrônico Guitar Hero III: Legends of Rock.
- Cliffs of Dover está incluído como um DLC jogável no jogo eletrônico Rocksmith.

### Prêmios e indicações
| Ano  | Versão                              | Prêmio            | Indicação                               | Resultado | Ref.         |
| ---- | ----------------------------------- | ----------------- | --------------------------------------- | --------- | ------------ |
| 1992 | Versão estúdio do CD Ah Via Musicom | 34º Grammy Awards | Melhor performance de rock instrumental | Venceu    | [ 1 ] [ 14 ] |
| 1992 | Versão estúdio do CD Ah Via Musicom | 34º Grammy Awards | Melhor composição instrumental          | Indicado  | [ 1 ]        |

### Aparições em Rankings
| Ano  | Publicação (Revista / "Site") | Ranking                                              | Posição     | Ref.   |
| ---- | ----------------------------- | ---------------------------------------------------- | ----------- | ------ |
| 2011 | "Villagevoice.com"            | Franquia Guitar Hero - Canções favoritas de se tocar | 1ª Posição  | [ 3 ]  |
| 2012 | Guitar World Magazine         | 100 melhores solos de guitarra da história           | 17ª Posição | [ 2 ]  |
| 2019 | Young Guitar Magazine         | 100 melhores canções instrumentais de guitarra       | 12ª posição | [ 15 ] |

### Honrarias
- Foi a primeira canção instrumental a ser Top-5 em paradas musicais da Billboard e da "Radio & Records Rock Radio charts".[13]

## Curiosidades
Na canção "Until We Meet Again", de Johnny Hiland, este guitarrista usa o lick da introdução de Cliffs of Dover como uma parte do solo desta música.